# Agrim Correia
Agrim Correia da Vitória ou Agrim Correia é um bairro do distrito de Fundão, no município brasileiro de Fundão, estado do Espírito Santo.
Foi criado pela lei municipal nº 152/2000:

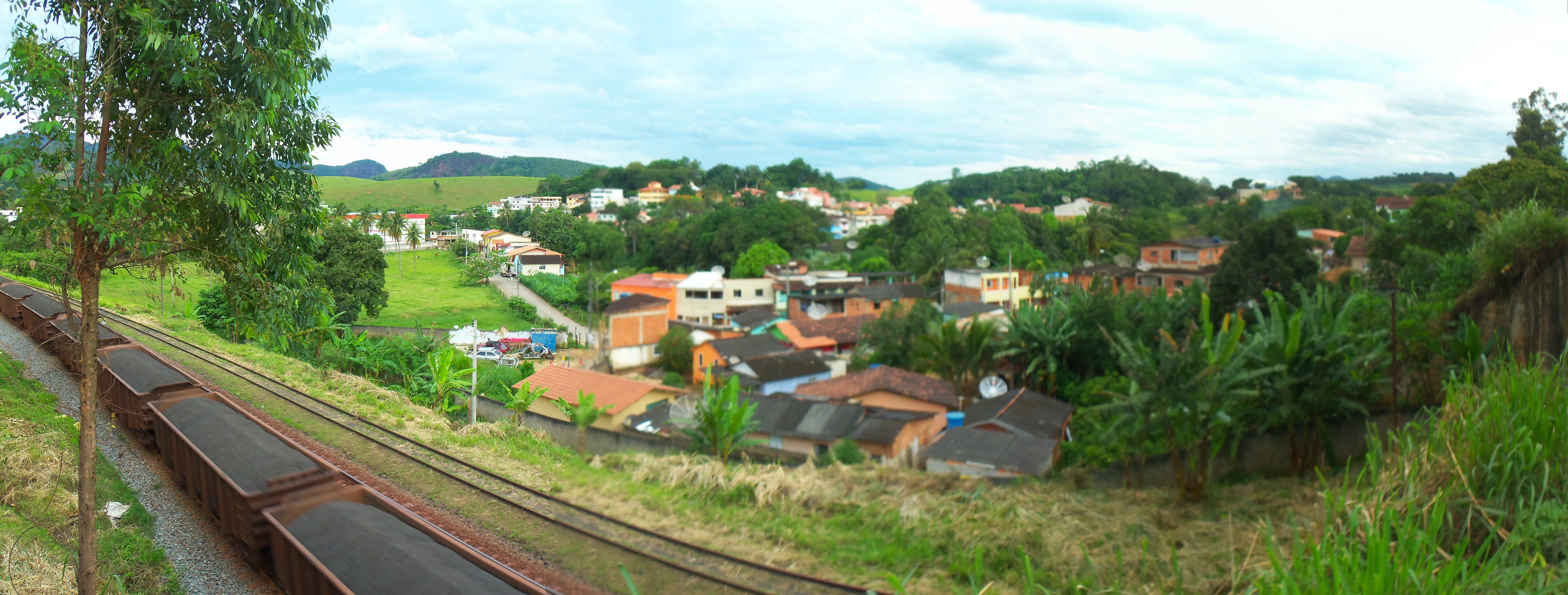
Estrada de Ferro Vitória a Minas em Fundão, Espírito Santo.

| “ | Fica denominado Bairro Agrim Correia da Vitória a região compreendida entre a BR 101 [sic] e o Rio Fundão, precisamente onde está situada a Rua Antônio Pinto Loureiro e as casas populares no lugar denominado popularmente de Matadouro | ” |